# Colonne de Phocas
La Colonne de Phocas (Columna Phocatis) est une colonne commémorative placée sur le Forum Romain. C'est le dernier monument érigé sur le Forum.

## Contexte de construction
Une inscription latine sur la base de la colonne indique le nom de son donateur, l'empereur, auquel elle est dédiée et la date de son inauguration. 
Elle porte le nom de l'empereur byzantin Phocas († 610), qui fait don du Panthéon au pape Boniface IV. La colonne est érigée sur les rostres le 1er août de l'an 608, par l'exarque de Ravenne Smaragde pour soutenir une statue de l'empereur. Ce monument est érigé en remerciement de la politique de Phocas, favorable aux évêques de Rome, qui reconnaît dans un rescrit de 607 leur prééminence sur toutes les Églises.

## Description
D'ordre corinthien avec un fût cannelé, elle mesure près de 13,6 mètres.

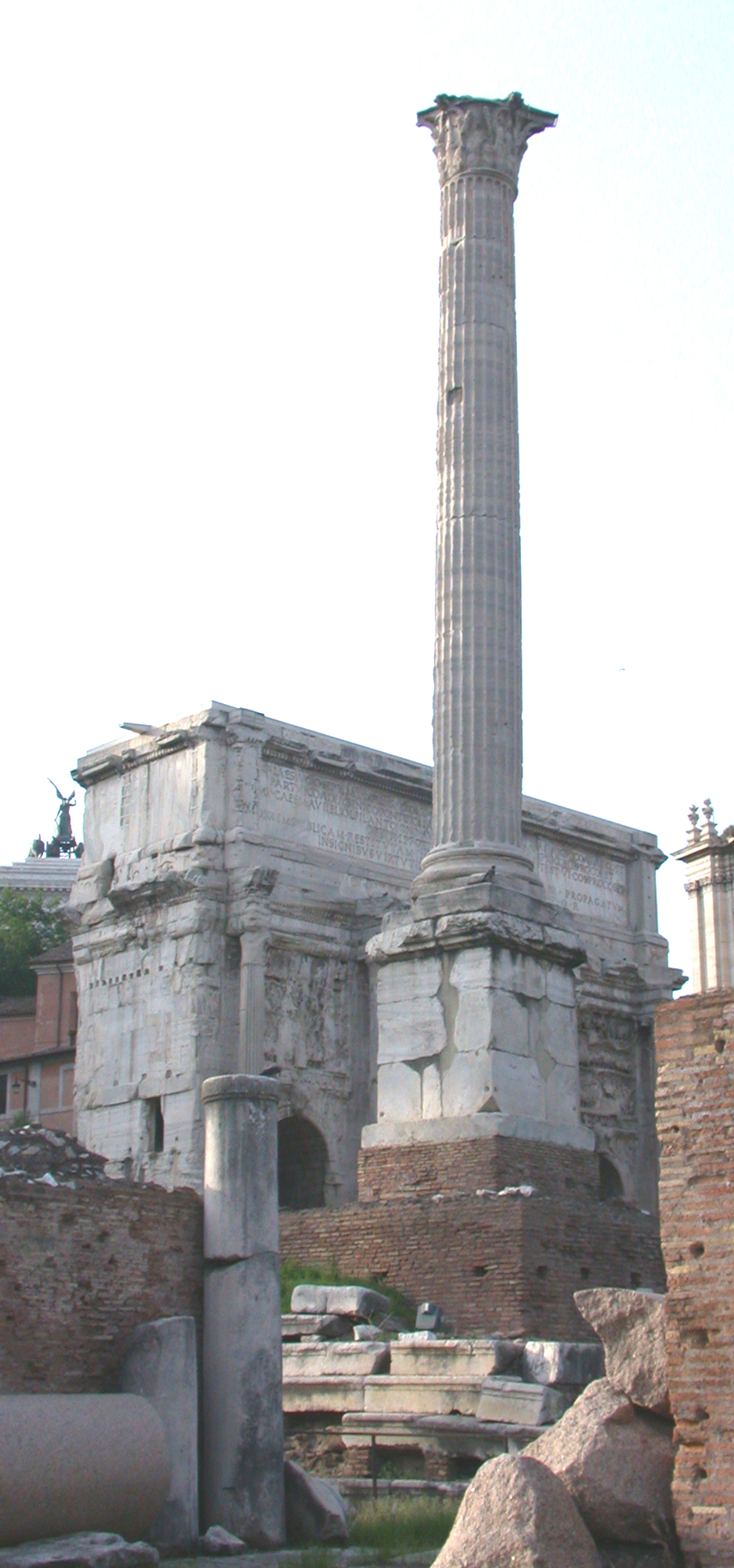
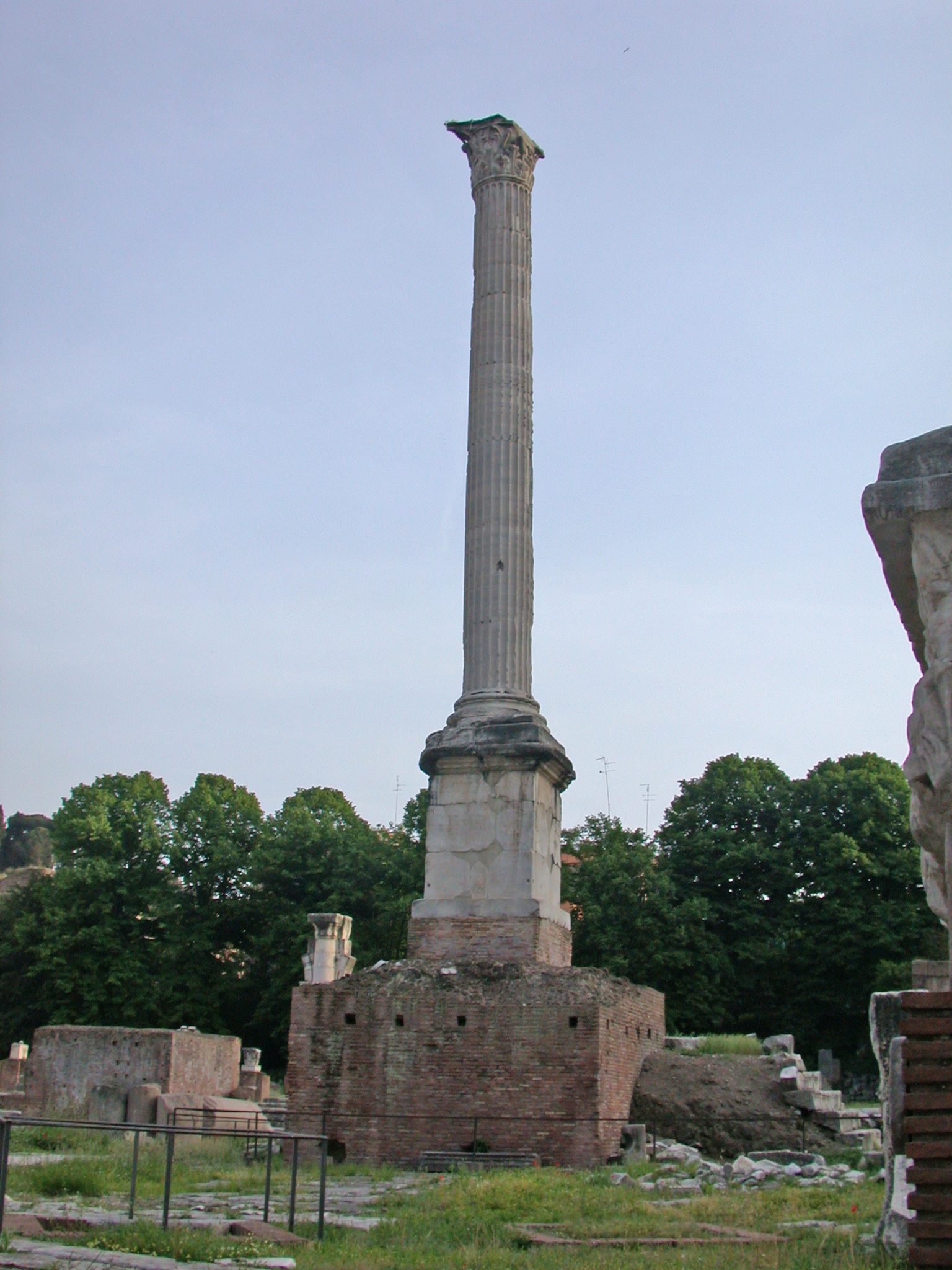

## Postérité
C'est au pied de la colonne de Phocas que la création de la Corda Fratres, Fédération internationale des étudiants, est annoncée officiellement le 24 novembre 1898.